# Arsenio Perdiguero
 Arsenio Perdiguero ( León, España, 19 de octubre de 1877 - 27 de julio de 1957) fue un actor de larga trayectoria en Argentina. Su esposa fue  la actriz Mercedes Díaz y su hijo el actor y director teatral Arsenio Perdiguero Díaz, nacido en 1913.

## Carrera profesional
Estudió música en su país natal y su familia lo llevó a vivir en Buenos Aires en 1888 y desde niño actuó en escenarios de Argentina en el teatro infantil dirigido por Eduardo Rico y como músico en la orquesta del Orfeón Español. En 1892 debutó en el teatro para adultos en la compañía de Juan Goula actuando en la obra Los amantes de Teruel. Fue un difusor del teatro argentino aunque también actuó en obras españolas del género chico y zarzuelas. Trabajó con destacados directores y actores, como Olinda Bozán, Roberto Casaux, y César Ratti así como en varietés, con el dúo Gardel-Razzano. En 1908 con su propia compañía estrenó en el teatro Politeama de Montevideo el drama Marta Gruni en un acto y 3 cuadros, con comentarios musicales, de Dante Aragno y en 1910 ya tenía su propia compañía con un repertorio de piezas españolas y criollas. Debutó con ella con la obra Los vividores, de Nemesio Trejo, que se convirtió en el mayor éxito de esa temporada. Como actor se destacó en esa etapa en el papel que cuplió en El caburé, de Roberto Cayol. También realizó giras por Latinoamérica y España entre 1919 y 1928 junto a su esposa, la actriz Mercedes Díaz, actuando y haciendo la dirección escénica, con piezas de autores españoles y argentinos. En 1921 inventó en el Teatro Mayo los “jueves blancos” donde a los espectáculos extensos agregaba obras en un acto. En 1929 fue director de la Compañía Santa Rivera de Espectáculos Cómicos Musicales.
En cine debutó en 1941 en Último refugio, dirigido por el realizador austríaco transitoriamente en Argentina, John Reinhardt y luego siguió trabajando en películas, algunas de ellas dirigidas por Luis César Amadori y la última, La casa del ángel  de 1957 dirigida por Leopoldo Torre Nilsson.
Falleció en Buenos Aires el 27 de julio de 1957.

## Filmografía
Actor
- La casa del ángel   (1957)
- La muerte en las calles   (1957)
- Pecadora   (1956)
- Novia para dos   (1956)
- Marta Ferrari   (1956)
- El protegido   (1956)
- La muerte flota en el río   (1956)
- La calle del pecado   (1954)
- Romeo y Julita   (1954)
- Somos todos inquilinos   (1954)
- ¡Qué noche de casamiento!   (1953)
- Los tres mosquiteros   (1953)
- Mercado negro   (1953)
- La mujer de las camelias    (1953)
- ¡Qué rico el mambo!    (1952)
- Vuelva el primero!    (1952)
- Las zapatillas coloradas   (1952)
- La niña de fuego   (1952)
- El honorable inquilino   (1951)…Portero
- El extraño caso del hombre y la bestia   (1951) …Carmelo
- La orquídea   (1951)
- Esposa último modelo   (1950)
- La muerte está mintiendo   (1950)…Puestero
- Arroz con leche   (1950)
- Arrabalera   (1950)
- Con los mismos colores   (1949)
- Diez segundos   (1949)…Don Ramón
- Don Juan Tenorio   (1949)
- La caraba   (1948)
- Albéniz   (1947)
- Su mejor alumno   (1947)
- La pródiga   (1945)
- El fin de la noche   (1944)…Don Cosme
- Último refugio   (1941)